# Konsumentenfreiheit
Unter Konsumentenfreiheit versteht man die Möglichkeit der privaten Haushalte, frei darüber zu entscheiden, welche Arten und Mengen von Gütern sie kaufen wollen. Da sich in der Marktwirtschaft die Produzenten weitgehend an den Wünschen der Konsumenten orientieren, bestimmen diese damit die Höhe und Zusammensetzung des Güterangebots. Es kommt zu einer Lenkung des Angebots durch die Konsumenten.
Der US-Ökonom John Kenneth Galbraith vertritt die Position, dass die Konsumentenfreiheit als eingeschränkt gelten könne, wenn die Kategorie der Macht in die Betrachtung mit einbezogen wird. Dann wirken die marktbeherrschende Stellung großer Unternehmen auch konsumlenkend. Um den Absatz ihrer Produkte sicherzustellen, bedienen sie sich beispielsweise der Werbung zur Generierung eines Bedarfs bei den Konsumenten. 